# Lech Łasko
Lech Łasko (Świdnik, 2 de junho de 1956) é um ex-jogador de voleibol da Polônia que competiu nos Jogos Olímpicos de 1976 e 1980.
Em 1976, ele fez parte da equipe polonesa que conquistou a medalha de ouro no torneio olímpico, no qual jogou em todas as seis partidas. Quatro anos depois, ele participou de seis jogos e o time polonês finalizou na quarta colocação na competição olímpica de 1980. O filho de Lech, Michal Lasko, também é jogador de vôlei e conquistou uma medalha de bronze com a seleção italiana nas Olimpíadas de Londres em 2012.